# Траверза Вјоне (Пистоја)
Траверза Вјоне је насеље у Италији у округу Пистоја, региону Тоскана.
Према процени из 2011. у насељу је живело 28 становника. Насеље се налази на надморској висини од 15 м.